# Hainfeld (Niederösterreich)
Hainfeld ist eine Stadtgemeinde mit 3755 Einwohnern (Stand 1. Jänner 2025) im Bezirk Lilienfeld in Niederösterreich.

## Geografie

### Geografische Lage

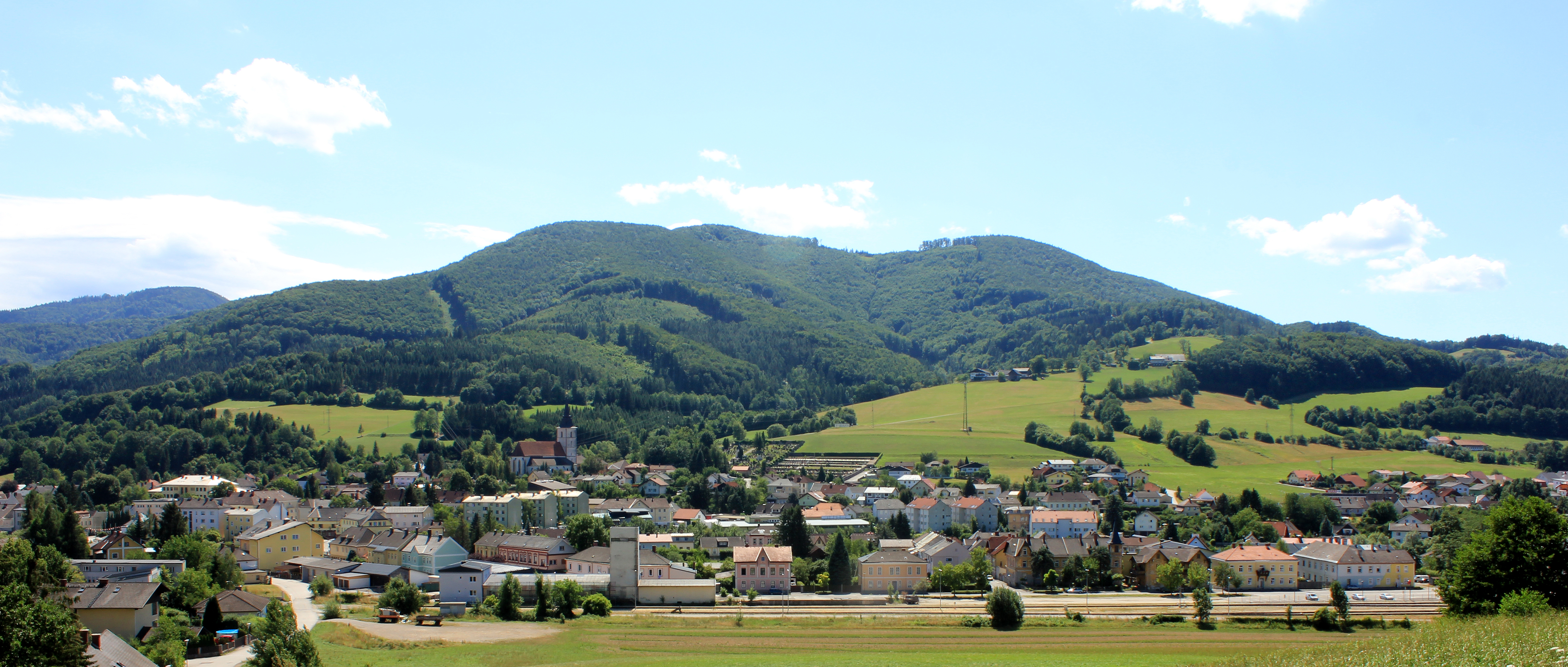
Hainfeld im Jahr 2015, im Hintergrund ist der Kirchenberg zu sehen

Hainfeld liegt im Gölsental im Bezirk Lilienfeld in Niederösterreich. Die Fläche der Stadtgemeinde umfasst 44,73 Quadratkilometer. 46,24 Prozent der Fläche sind bewaldet.
Der höchste Berg im Gemeindegebiet wie auch im gesamten Gölsental ist der Kirchenberg mit 924 m. An seiner Nordseite befindet sich der Drei-Hütten-Wanderweg, welcher an den Schutzhütten Liasenböndlhütte, Hainfelderhütte und Lindensteinhütte vorbei führt.

### Gemeindegliederung
Das Gemeindegebiet umfasst folgende 13 Ortschaften (in Klammern Einwohnerzahl Stand 1. Jänner 2025):
- Bernau (128)
- Gegend Egg (84)
- Gerichtsberg (60)
- Gerstbach (47)
- Gölsen (815) samt Gölsensiedlung
- Gstettl (149)
- Hainfeld (2013)
- Heugraben (10)
- Kasberg (52)
- Kaufmannberg (19)
- Landstal (26)
- Ob der Kirche (286) samt Issenheimsiedlung
- Vollberg (66)

Die Gemeinde besteht aus den Katastralgemeinden Gegend Egg, Gölsen, Hainfeld, Heugraben, Kasberg, Landsthal, Ob der Kirche, Saugraben und Vollberg.

### Nachbargemeinden
| Rohrbach an der Gölsen | Michelbach (PL)                             | Brand-Laaben (PL) |
| St. Veit an der Gölsen | Kompassrose, die auf Nachbargemeinden zeigt | Kaumberg          |
| Kleinzell              | Ramsau                                      |                   |

## Geschichte

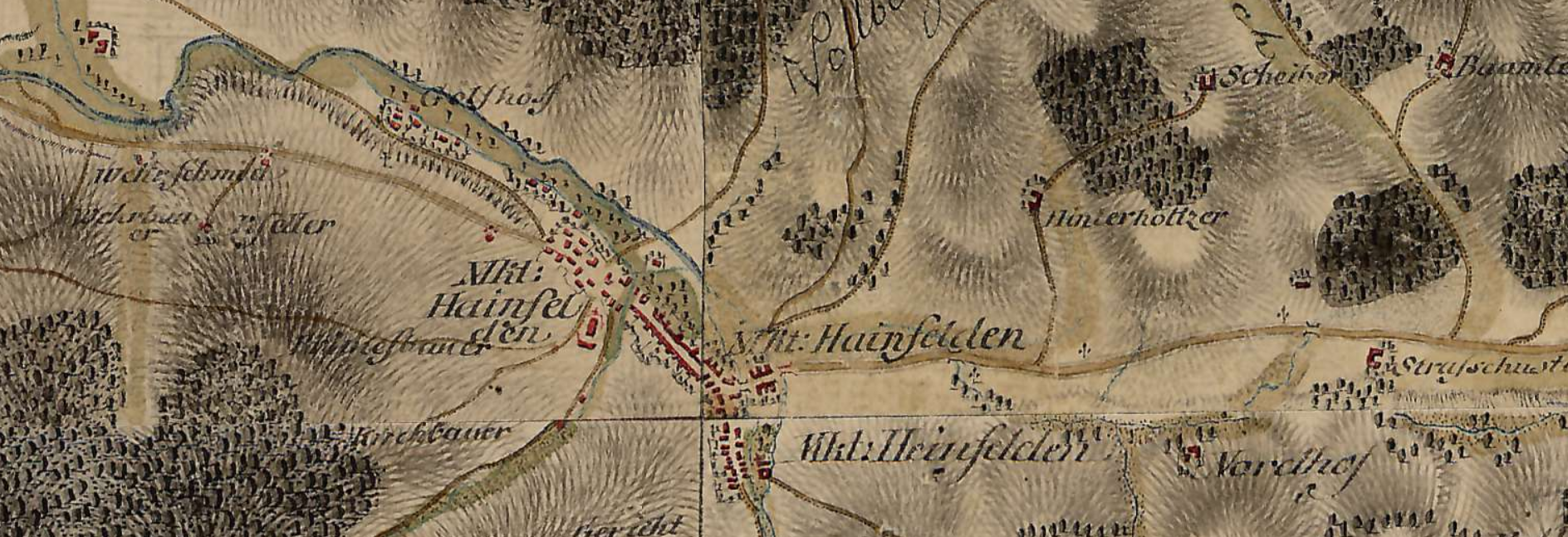
Hainfeld um 1775 auf einer Karte der Josephinischen Landesaufnahme

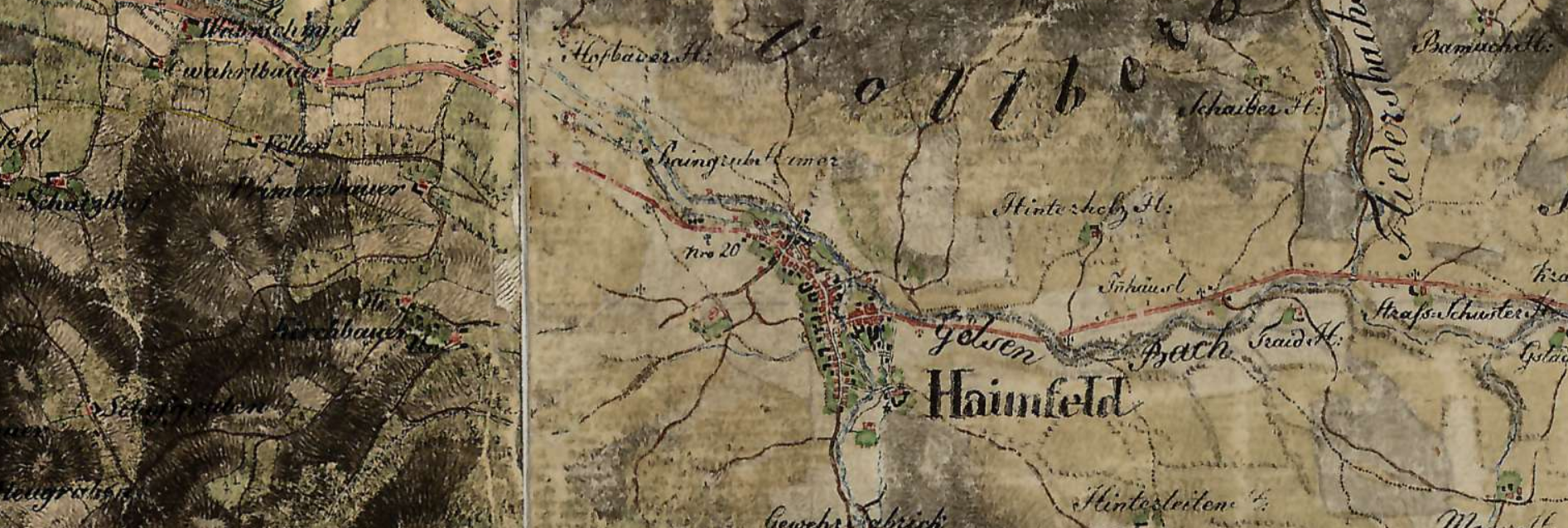
Hainfeld in der Franziszeischen Landesaufnahme, zwischen 1806–1869

### Markt Hainfeld
Im Altertum war das moderne Stadtgebiet wie auch der Rest des Gölsentals Teil der römischen Provinz Noricum.
Es existiert keine Gründungsurkunde von Hainfeld, jedoch wird der Ort schon um 1280 als forum, also als Markt bezeichnet, was auf eine gewisse Bedeutung und Wichtigkeit hinweist.
Um ca. 1120 wurde die Veste Hainfeld durch Markgraf Ottokar II. von Steier aufgehoben und an ihrer Stelle eine romanische Wehrkirche des hl. Andreas gegründet.
Im Zuge der Rekatholisierung war 1616 nach einer Zeit, in der protestantische Pastoren die Kirche von Hainfeld innegehabt hatten, David Gregor Corner (der später 45. Abt von Stift Göttweig, Gregor I. Cornerus) wieder der erste katholische Pfarrer im Ort. Corner blieb jedoch nur ein halbes Jahr, bis er die Leitung der Pfarre an Georg Hildebrand Thiermayer weitergab.
Vom hohen Mittelalter bis zur Aufhebung der Grundherrschaft im Revolutionsjahr 1848 war Hainfeld immer ein Teil der Herrschaft Kreisbach sowie der Stiftsherrschaft Lilienfeld gewesen. Ein vom Grundherren eingesetzter Marktrichter stand stets an der Spitze der Kommunalverwaltung und der Justiz und war somit ein Vorläufer der späteren Bürgermeister. Von 1848 bis 1850 war Leopold Kowatsch der letzte vom Lilienfelder Abt (Hainfeld war Teil der Stiftsherrschaft Lilienfeld, weshalb der jeweilige Abt auch Grundherr des Ortes war) eingesetzte Marktrichter Hainfelds. Nach Abschaffung der Grundherrschaft wählten ihn die Bürger zum ersten Bürgermeister der Marktgemeinde. Kowatschs Amtszeit als Bürgermeister währte von 1850 bis 1860.
Während der Amtszeit von Bürgermeister Heinrich Zmoll fand vom 30. Dezember 1888 bis zum 1. Jänner 1889 hier der von Victor Adler initiierte Hainfelder Parteitag statt, auf dem die Sozialdemokratische Arbeiterpartei Österreichs gegründet wurde.

### Erste Republik und Ständestaat
Am 22. April 1928 hatte in Hainfeld eine Festsitzung des Gemeinderates unter dem Vorsitz von Bürgermeister Ferdinand Benischke (1922–1934) stattgefunden, die mit einem einstimmigen Beschluss geendet hatte, ein Ansuchen um eine Erhebung Hainfelds zur Stadtgemeinde an die niederösterreichische Landesregierung zu schicken. In der Landtagssitzung vom 26. September 1928 wurde diesem Antrag zugestimmt und der Markt Hainfeld zur Stadt erhoben.
Die Stadterhebungsfeier selbst fand am 20. und am 21. Oktober 1928 in Hainfeld statt. Das Programm sah für den ersten Tag einen Begrüßungsabend und ein Wiedersehensfest vor, die Hauptfeier war jedoch erst tags darauf mit einem Festgottesdienst, Platzkonzert, Festsitzung, anschließender Zmollhuldigung und Enthüllung des Schubertbrunnens. Den Abschluss bildete ein Festbankett im Gasthaus Riedmüller. Der heimische Heimatkundler Hans Reiß hatte extra zu diesem Anlass die Festschrift Unser Heimatort Hainfeld im Wandel der Zeiten auf Bitte der Gemeindeverwaltung herausgebracht.
Um die Zeit der Stadterhebung war von 1911 bis 1921 Adalbert Fuchs (später als Adalbert II. der 59. Abt von Stift Göttweig) als Pfarrer in Hainfeld tätig.
Während des Österreichischen Bürgerkriegs 1934 wurde in der Ortschaft Ob der Kirche der Stadt Hainfeld der Heimwehr-Bataillonskommandant Hans Lintner erschossen. In Rohrbach an der Gölsen wurden daraufhin zwei Mitglieder des Republikanischen Schutzbundes festgenommen, und zwar Johann Hoys (geb. 23. Juli 1891, Fabriksarbeiter aus Rohrbach und Kommandant des örtlichen Republikanischen Schutzbundes) sowie Viktor Rauchenberger (geb. 20. Juli 1908, Maurer aus Rohrbach und Mitglied des Republikanischen Schutzbundes). Das Standgericht in St. Pölten verurteilte Hoys und Rauchenberger zum Tode durch den Strang, die Hinrichtung durch Scharfrichter Johann Lang erfolgte am 16. Februar 1934 im Landesgericht St. Pölten. Ein Grabstein für beide wurde am 29. März 1974 am Hauptfriedhof St. Pölten enthüllt.

### Zweiter Weltkrieg und Nachkriegszeit
In der Zeit des Nationalsozialismus hatte auch Hainfeld unter der NS-Terrorherrschaft zu leiden. So zum Beispiel wurde Altbürgermeister Karl Gschaider (1919–1922) ein Opfer des NS-Regimes. Das erste Bombardement erlebte der Ort im Oktober 1944 durch sowjetische Jagdflugzeuge. Ein zweites erfolgte am 8. April 1945. Während der Kämpfe um Alland kam am 18. April 1945 die 1. SS-Panzer-Division nach Hainfeld. Ab da stand die Stadt unter permanentem Beschuss von Seiten der Sowjets. Bei ihrem Rückzug ging die SS gemäß Hitlers Nerobefehl mit Flammenwerfern gegen die Gebäude vor, um so viel wie möglich von der Infrastruktur zu zerstören, nichts sollte dem sowjetischen Feind in die Hände fallen, was dieser noch hätte gebrauchen können.
Damit war Hainfeld nach Ende des Zweiten Weltkriegs als bedeutender Industrieort für die Rüstung (unter anderem mit der Schmid Schraubenfabrik) die am zweitmeisten zerstörte Stadt Österreichs direkt hinter Wiener Neustadt.
Nach dem Krieg zählte Hainfeld zur sowjetischen Besatzungszone. Erster Bürgermeister der Nachkriegszeit wurde von 1945 bis 1962 Ferdinand Benischke, der bereits von 1922 bis 1934 Bürgermeister des Ortes gewesen war.

### Bevölkerungsentwicklung
| Hainfeld: Einwohnerzahlen von 1869 bis 2025         | Hainfeld: Einwohnerzahlen von 1869 bis 2025 | Hainfeld: Einwohnerzahlen von 1869 bis 2025 | Hainfeld: Einwohnerzahlen von 1869 bis 2025 | Hainfeld: Einwohnerzahlen von 1869 bis 2025 |
| --------------------------------------------------- | ------------------------------------------- | ------------------------------------------- | ------------------------------------------- | ------------------------------------------- |
| Jahr                                                |                                             |                                             |                                             | Einwohner                                   |
| 1869                                                | 1869                                        |                                             | 2.337                                       | 2.337                                       |
| 1880                                                | 1880                                        |                                             | 2.807                                       | 2.807                                       |
| 1890                                                | 1890                                        |                                             | 3.201                                       | 3.201                                       |
| 1900                                                | 1900                                        |                                             | 3.778                                       | 3.778                                       |
| 1910                                                | 1910                                        |                                             | 4.199                                       | 4.199                                       |
| 1923                                                | 1923                                        |                                             | 4.114                                       | 4.114                                       |
| 1934                                                | 1934                                        |                                             | 3.904                                       | 3.904                                       |
| 1939                                                | 1939                                        |                                             | 3.831                                       | 3.831                                       |
| 1951                                                | 1951                                        |                                             | 3.687                                       | 3.687                                       |
| 1961                                                | 1961                                        |                                             | 3.883                                       | 3.883                                       |
| 1971                                                | 1971                                        |                                             | 3.962                                       | 3.962                                       |
| 1981                                                | 1981                                        |                                             | 3.723                                       | 3.723                                       |
| 1991                                                | 1991                                        |                                             | 3.677                                       | 3.677                                       |
| 2001                                                | 2001                                        |                                             | 3.696                                       | 3.696                                       |
| 2011                                                | 2011                                        |                                             | 3.721                                       | 3.721                                       |
| 2021                                                | 2021                                        |                                             | 3.746                                       | 3.746                                       |
| 2025                                                | 2025                                        |                                             | 3.755                                       | 3.755                                       |
| Quelle(n): Statistik Austria, Gebietsstand 1.1.2021 |                                             |                                             |                                             |                                             |

## Kultur und Sehenswürdigkeiten

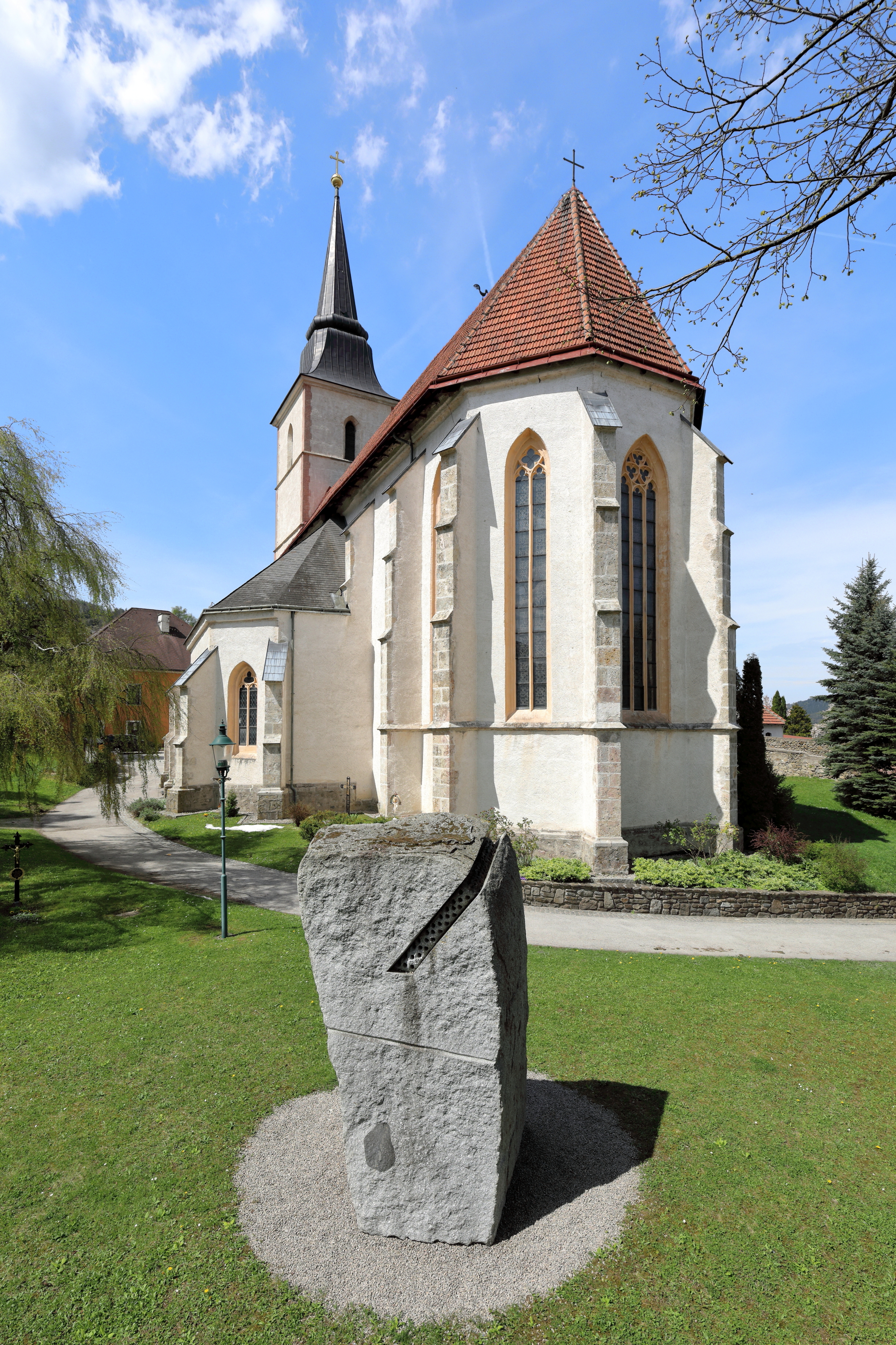
Pfarrkirche Hainfeld und davor das „Andreaskreuz“ von dem Bildhauer Gottfried Höllwarth

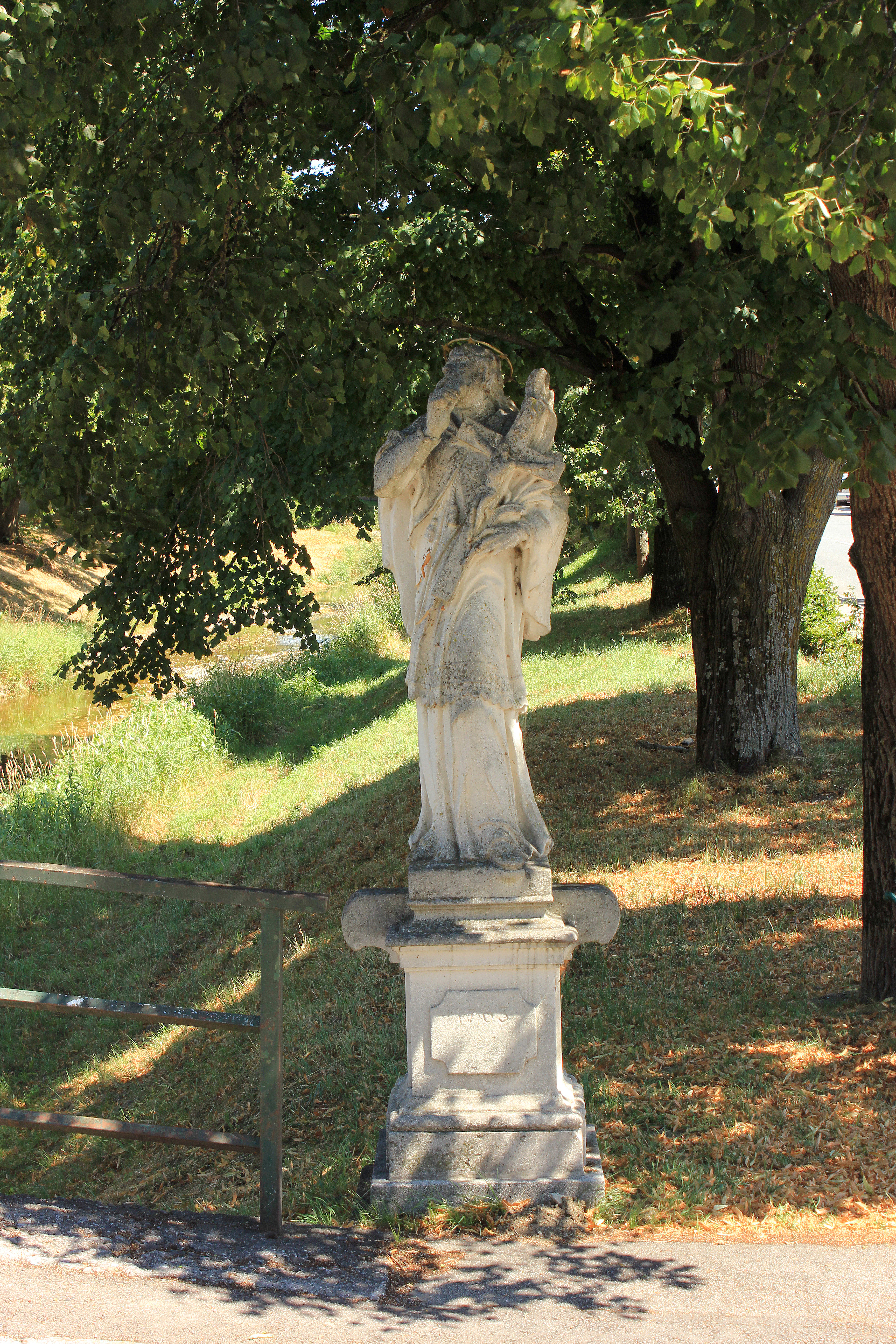
Die Nepomukstatue 2015

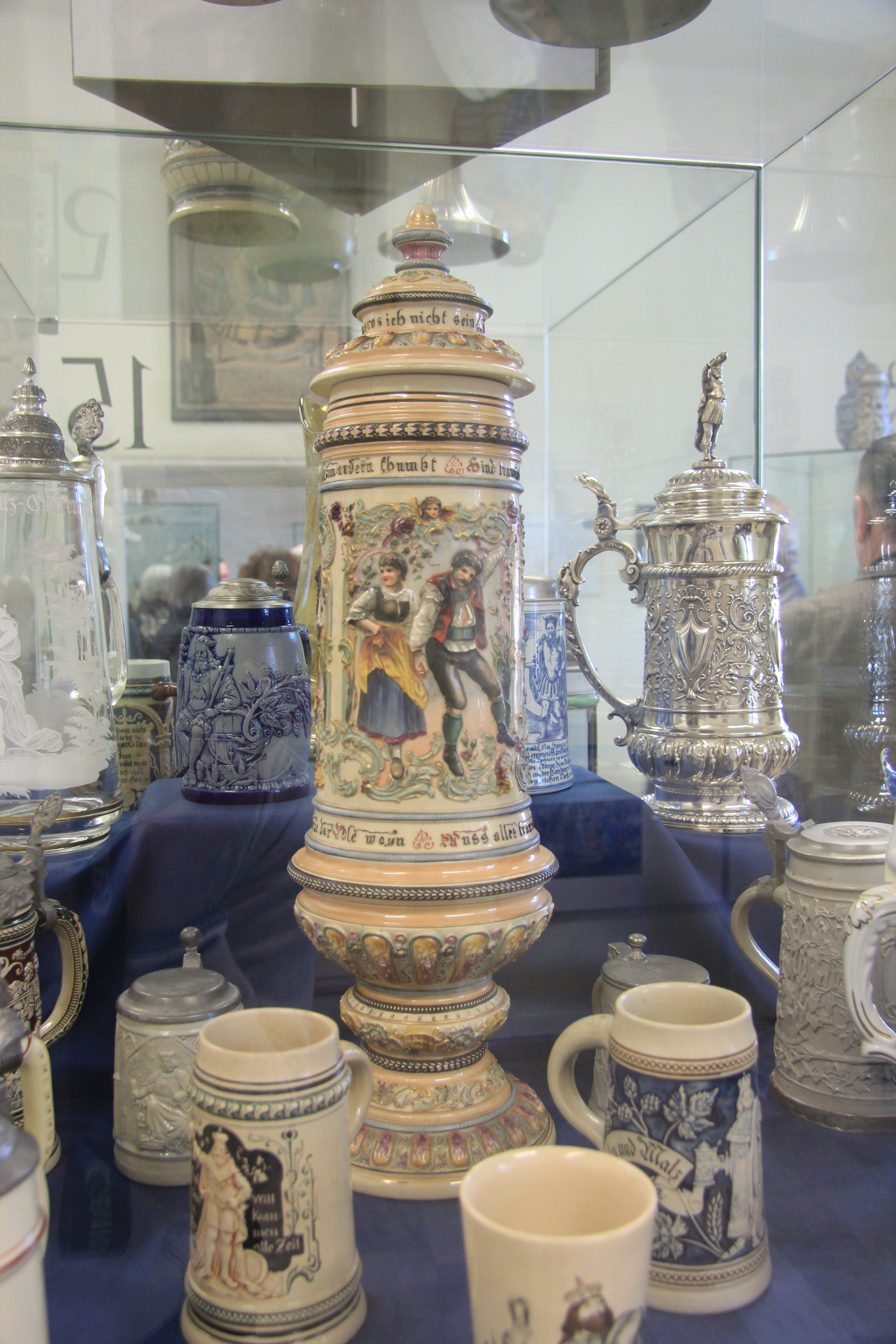
Bierkrug im Museum

- Ehemaliger Burgstall Hainfeld und ebendort Katholische Pfarrkirche Hainfeld hl. Andreas
- Museum Historischer Bierkrüge: Einziges österreichisches Museum für historische Bierkrüge. Die private Sammlung umfasst Bierkrüge aus der Zeit von 1500 bis 1950.
- HAINFELD|MUSEUM: Das am 24. Oktober 2014 eröffnete, von der Historikerin Margarete Kowall geplante und kuratierte Museum widmet sich in seinem ersten Raum der Geschichte der und dem Leben in der Stadt Hainfeld. Ein weiterer Raum ist dem sog. „Hainfelder Einigungsparteitag“ der Sozialdemokratischen Arbeiterpartei Österreichs (SDAP), der Vorläuferin der Sozialdemokratischen Partei Österreichs (SPÖ) gewidmet. Ein dritter Raum dient Sonderausstellungen. (2014–2016 Alfred Kapfenberger „Der Erste Weltkrieg“, 2016–2017 Thomas Daxbeck „Zug um Zug – Die Leobersdorfer Bahn“, 2020–2021 „Seuchen gehören ins Museum. Der Bezirk Lilienfeld von der Pest bis Covid-19“.)

## Wirtschaft und Infrastruktur
Nichtlandwirtschaftliche Arbeitsstätten gab es im Jahr 2001 183, land- und forstwirtschaftliche Betriebe nach der Erhebung 1999 100. Die Zahl der Erwerbstätigen am Wohnort betrug nach der Volkszählung 2001 1617. Die Erwerbsquote lag 2001 bei 44,72 Prozent.

### Ansässige Unternehmen
- Hans Zöchling GmbH: Mit über 450 Beschäftigten der größte Arbeitgeber der Stadt, ein langjährig eingesessenes Unternehmen, tätig in folgenden Bereichen: Abbruch, Erdbewegung, Recycling, Deponiebetrieb, Rohstoffgewinnung, Metalltechnik, Land- und Gastwirtschaft, Autohandel.
- Schmid Schrauben Hainfeld: Einer der größten Arbeitgeber der Stadt ist mit etwa 200 Beschäftigten und die einzige Schraubenfabrik Österreichs.
- Baufirma Josef Lux und Sohn Baumeister Ges.m.b.H. mit rund 120 Mitarbeitern.
- Brauerei Hainfeld Karl Riedmüller GmbH & Co. KG
- Metagro Edelstahltechnik AG
- Rohrbacher Schlosswarenfabrik Wilh. Grundmann GmbH: Ein Ableger des größten Schließwarenherstellers der Donaumonarchie in Herzogenburg, der damaligen Carl Heinrich Grundmann-Werke, stellt seit 1894 Schlösser und Beschläge sowie mechatronische Schließsysteme her.

- Im 19. Jahrhundert war Hainfeld eines der Zentren der bis 1848 zünftig organisierten Ameisler, die sich damit beschäftigten, die Puppen der Waldameisen zu sammeln, trocknen und am Markt als Vogelfutter zu verkaufen. Im Baderschen Gasthof, wo die Ameisler einen Stammtisch hatten, hing, wie von Johannes Mayerhofer beschrieben, noch 1898 ein Gewerbezeichen mit Spruchbanner.[6]

### Verkehr
- Straße: Durch die Hainfelder Straße B 18 besteht eine Straßenverbindung einerseits nach Traisen und von dort weiter in den Bezirkshauptort Lilienfeld und die Landeshauptstadt Sankt Pölten sowie andererseits nach Leobersdorf und ins Wiener Becken.
- Bahn: Außerdem liegt der Ort an der Leobersdorfer Bahn, welche dieselben Orte verbindet; derzeit besteht aber kein durchgehender Personenverkehr Richtung Leobersdorf.

### Bildung
In der Gemeinde gibt es eine Volksschule und eine Neue Mittelschule.

### Freizeiteinrichtungen
- Im Gemeindegebiet von Hainfeld besteht der Schilift Dallinger östlich des Ortes in Richtung Gerichtsberg (Katastralgemeinde Gegend Egg). Auch der höher gelegene Gaisberglift einige Kilometer südlich der Stadt ist rasch erreichbar; er gehört bereits zum Gebiet der Nachbargemeinde Ramsau.
- Auf dem Vollberg nördlich der Stadt wurde ein Waldlehrpfad angelegt.
- Der Hainfelder Kirchenberg im Südwesten ist ein beliebtes Ziel für Wanderungen mit mehreren markierten Anstiegen und drei Schutzhütten. Der Berg eignet sich im Winter auch für Schneeschuhwanderungen sowie für einfache Schitouren.
- Das Stadtbad Hainfeld besteht bereits seit 1878 und wurde 1986/87 sowie 1996/97 gründlich saniert und erneuert. Es ist von Mai bis Ende August geöffnet.
- Das Sportzentrum Voralpen wurde 1976 eröffnet und bietet Anlagen für Fußball, Leichtathletik, Stockschießen und Tennis sowie eine Sauna und einen Fun-Park.
- Stadtkino Hainfeld[8]

## Politik

### Gemeinderat
Der Gemeinderat hat 23 Mitglieder.
- Mit den Gemeinderatswahlen in Niederösterreich 1990 hatte der Gemeinderat folgende Verteilung: 13 SPÖ, 9 ÖVP und 1 FPÖ.
- Mit den Gemeinderatswahlen in Niederösterreich 1995 hatte der Gemeinderat folgende Verteilung: 14 SPÖ, 8 ÖVP und 1 FPÖ.[9]
- Mit den Gemeinderatswahlen in Niederösterreich 2000 hatte der Gemeinderat folgende Verteilung: 12 SPÖ, 10 ÖVP und 1 FPÖ.[10]
- Mit den Gemeinderatswahlen in Niederösterreich 2005 hatte der Gemeinderat folgende Verteilung: 15 SPÖ und 8 ÖVP.[11]
- Mit den Gemeinderatswahlen in Niederösterreich 2010 hatte der Gemeinderat folgende Verteilung: 14 SPÖ, 8 ÖVP und 1 FPÖ.[12]
- Mit den Gemeinderatswahlen in Niederösterreich 2015 hatte der Gemeinderat folgende Verteilung: 15 SPÖ, 6 ÖVP und 2 FPÖ.[13]
- Mit den Gemeinderatswahlen in Niederösterreich 2020 hat der Gemeinderat folgende Verteilung: 15 SPÖ, 7 ÖVP und 1 FPÖ.[14]

### Bürgermeister
- Leopold Kowatsch, 1850–1860 (Marktrichter 1848–1850)
- Anton Leitgeb, 1860–1870
- Josef Ossberger jun., 1870–1879
- Heinrich Zmoll, 1879–1905
- Eduard Eichler, 1905–1919
- Karl Gschaider, 1919–1922
- Ferdinand Benischke, 1922–1934
- Josef Wimmer, 1934–1938
- Eugen Winkler, 1938–1939
- Alois Leis, 1939–1945
- Ferdinand Benischke, 1945–1962
- Josef Schadinger, 1962–1967
- Walter Lederhilger, 1967–1981
- Herbert Platzer, 1981–1991
- Karl Jägersberger, 1991–1997
- Albert Pitterle, seit 1997

### Gemeindepartnerschaften
Seit 1974 besteht eine offizielle Partnerschaft mit der Gemeinde Issenheim im französischen Elsass.

## Persönlichkeiten

### Ehrenbürger der Gemeinde
- Heinrich Zmoll, Bürgermeister 1879–1905 (seit 1888)
- Moritz Leister, Pfarrer 1881–1907 (seit 1906)
- Franz Winkler, Medizinalrat und Bahnarzt (seit 1909)
- Eduard Eichler, Bürgermeister 1905–1919 (seit 1919)
- Fritz Horny, Radioindustrieller (seit ?)
- Ferdinand Benischke, Bürgermeister von 1922–1934 und 1945–1962 (seit 1957)
- Anton Durst sen., verdienter Funktionär des Roten Kreuzes (seit 1967)
- Josef Schadinger, Bürgermeister 1962–1967 (seit 1967)
- Otto Kurz, Eigentümervertreter der Firma Erich Schmid KG (seit 1977)
- Walter Lederhilger, Bürgermeister 1967–1981 (seit 1981)
- Franz Wallner, Gemeinderat ab 1955, Stadtrat, Vizebürgermeister, Bezirksstellenleiter des Roten Kreuzes, Schulrat (seit 1990)
- Paulus Müllner, Pfarrer 1992–2012 (seit 2012)
- Karl Jägersberger, Gemeinderat 1980–1986, Vizebürgermeister 1986–1991, Bürgermeister 1991–1997, Stadtarchivar (seit 2018)
- Harald Fischer, Unternehmer, langjähriger Präsident des Sc Hainfeld. Ehrenringträger der Stadt Hainfeld (seit 2023)

### Söhne und Töchter der Gemeinde
- Chrysostomus Wieser (1664–1747), Abt des Stiftes Lilienfeld
- Georg Fischer (1834–1887), Schweizer Unternehmer
- Josef Räuscher (1889–1937), deutsch-österreichischer Journalist und Radiopionier
- Otto Kemptner (1890–1944), Augustiner-Chorherr
- Arnold Röhrling (1893–1974), Komponist
- Marianne Zoff (1893–1984), Schauspielerin und Opernsängerin

### Personen mit Bezug zur Gemeinde
- Caroline Josefa Strauss, geb. Pruckmayer (1831–1900), Ehefrau von Josef Strauss, gestorben und erstbeerdigt in Hainfeld
- Isolde Maria Joham (1932–2022), Malerin und Glaskünstlerin
- Herbert Platzer (* 1943), Bürgermeister von 1981 bis 1991
- Gottfried Höllwarth (* 1945), Bildhauer
- Wolfgang Wosolsobe (1955–2018), österr. Generalleutnant und Generaldirektor des Militärstabs der Europäischen Union (2013–2016)
- Stefan Scheiblecker (* 1986), Kabarettist und Autor